# NGC 5736
NGC 5736 is een spiraalvormig sterrenstelsel in het sterrenbeeld Ossenhoeder. Het hemelobject werd op 19 april 1887 ontdekt door de Amerikaanse astronoom Lewis A. Swift.

## Synoniemen
- MCG 2-38-1
- ZWG 76.7
- PGC 52597